# 塞讷若勒
塞讷若勒（法語：Séneujols，法語發音：[senøʒɔl]）是法国上卢瓦尔省的一个市镇，位于该省南部，属于勒皮区。

## 地理
塞讷若勒（44°57'36"N, 3°46'55"E）面积12.24 平方千米，位于法国奥弗涅-罗讷-阿尔卑斯大区上盧瓦爾省，该省份为法国中南部省份，北起多姆山省和卢瓦尔省，西接康塔爾省，南至洛泽尔省，东临阿尔代什省。
与塞讷若勒接壤的市镇（或旧市镇、城区）包括：班斯、凯尔、多莱宗河畔圣克里斯托夫、圣让拉沙尔姆。

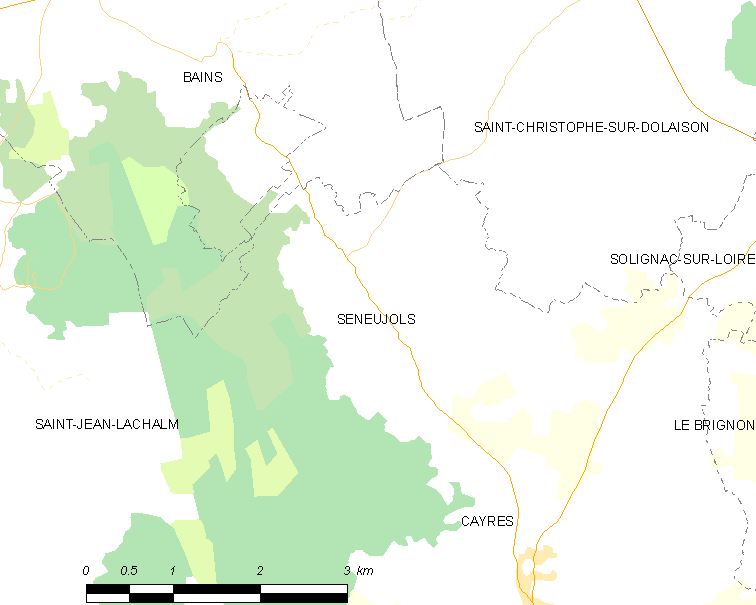
塞讷若勒的OSM定位图

塞讷若勒的时区为UTC+01:00、UTC+02:00（夏令时）。

## 行政
塞讷若勒的邮政编码为43510，INSEE市镇编码为43238。

## 政治
塞讷若勒所属的省级选区为火山沃莱县。

## 人口

1962-2008年间塞讷若勒人口变化图示

塞讷若勒于2022年1月1日时的人口数量为301人。